# 서부피그미주머니쥐
서부피그미주머니쥐(Cercartetus concinnus)는 꼬마주머니쥐과에 속하는 유대류의 일종이다. 오스트레일리아에서 발견되는 작은 유대류로 남서부피그미주머니쥐, 문다르다(mundarda)로도 불린다. 유전학 연구를 통해 근연종은 동부피그미주머니쥐이며, 약 8백만년 전에 공통 조상으로부터 분기된 것으로 추정하고 있다.

## 특징
서부피그미주머니쥐는 피그미주머니쥐속에서 특이한 종으로, 회색의 다른 종들과 달리 온 몸의 털 대부분이 밝은 황갈색을 띤다.